# Wii Remote

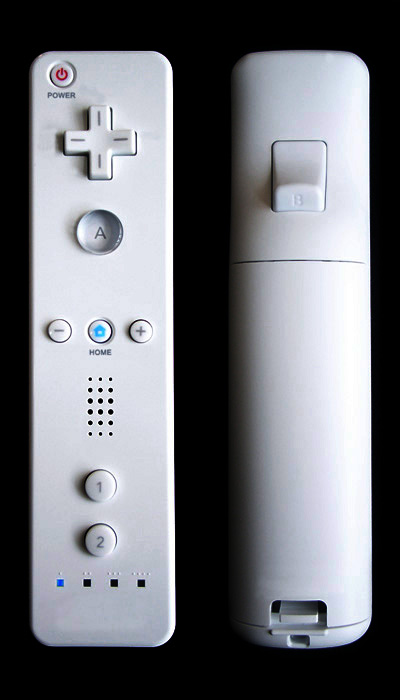
Wii Remote

Wii Remote är en handkontroll avsedd att användas tillsammans med konsolen Wii från Nintendo.

## Utseende och funktioner
Handkontrollen påminner till utseendet om en traditionell fjärrkontroll, förutom en uppsättning tryckknappar har den även en inbyggd funktion som känner av rörelser. Handkontrollen har en inbyggd högtalare, rumble och positionering via IR. Handkontrollen kommunicerar med konsolen via Bluetooth och har ett inbyggt minne vars uppgift är att lagra information som kan användas på ett liknande sätt som en gamertag. För att känna av rörelser hos enheten använder sig Nintendo av en krets kallad ADXL330 från Analog Devices. För att känna av hur enheten är riktad i förhållande till skärmen används en sensor från PixArt. Värt att notera är att kontrollen skickar all information till konsolen via BlueTooth och inte via IR som är en vanligt förekommande missuppfattning. Handkontrollen drivs av två LR6/AA-batterier som även används som strömkälla för eventuellt inkopplade tillbehör.

## Utbyggnadsmöjligheter
Det finns även två tillbehör som via en sladd kan kopplas ihop med en Wii Remote, dessa kallas Wii Nunchuk Controller och Wii Classic Controller varav den senare är formgiven som en traditionell handkontroll. Wii Classic Controller är avsedd att användas till de spel som kan laddas ner och köras via Virtual Console och som är för avancerade för att kunna spelas på Wii Remote genom att hålla den på sidan (som man gör med spelen till NES).
För att kunna använda pekfunktionen i kontrollen så behövs även en Wii Sensor Bar eller en ersättning för den som placeras i närheten av den skärm som är kopplad till konsolen. Namnet på den är dock missledande då det inte är en sensor utan ett antal infraröda lysdioder som är riktade mot spelaren som sedan fjärrkontrollen använder för att räkna ut dess position i förhållande till sensorn som bör placeras i närheten av avsedd monitor.
Wii Zapper är ett plastskal som används tillsammans med en Wii Remote och en Wii Nunchuk Controller och får delarna att tillsammans bilda en enhet som liknar ett gevär.
I samband med E3-mässan lanserar Nintendo ytterligare ett tillbehör till kontrollen kallat Wii MotionPlus som gör det möjligt att registrera fler rörelser och med större precision. Där finns även Wii Remote Plus, vilket är en vanlig Wii Remote fast med Wii MotionPlus inbyggt i sig.

## Andra användningsområden
Kontrollen är en enhet som kommunicerar via blåtand och kan kopplas ihop med andra blåtandenheter. Kontrollen har med hjälp av speciellt utvecklade drivrutiner redan uppnått viss funktionalitet på datorer. Se WiiFlash, Darwiinremote, WiiSaber, GlovePIE, WiinRemote och dj Wiij.

## Varianter
En eventuell kommande variant av handkontroll till Wii skulle kunna vara en som beskrivs i följande patent av Nintendo:  Se även följande artiklar:   Denna version kallas populärt för Wii Phone och använder sig av möjligheten att via blue-tooth koppla upp sig mot en Wii, på så sätt blir det troligtvis möjligt att använda en VoIP-funktion.